# Karl Weihenmaier
Karl Weihenmaier (* 9. September 1863 in Tübingen; † 16. April 1915 in Cannstatt) war ein deutscher Verwaltungsbeamter.

## Leben und Wirken
Weihenmaier studierte Rechts- und Staatswissenschaften in Tübingen und wurde im Winter-Semester 1883/84 Mitglied der Straßburger Burschenschaft Arminia. Zwischen 1889 und 1902 war er als Amtmann bei den Oberämtern Heidenheim, Schorndorf, Geislingen, Ulm, Rottweil, Gerabronn und Waiblingen beschäftigt. 1903 und 1904 arbeitete er als Kollegialhilfsarbeiter bei der Regierung des Neckarkreises in Ludwigsburg. Von 1904 bis 1911 war er Oberamtmann des Oberamts Neresheim und von 1911 bis 1915 des Oberamts Nürtingen. Er nahm ab 1914 als Hauptmann am Ersten Weltkrieg teil und starb infolge einer Verwundung im Lazarett Cannstatt. Karl Weihenmaier erhielt die Karl-Olga-Medaille in Silber und die Landwehr-Dienstauszeichnung 1. Klasse. 
Sein Sohn war Helmut Weihenmaier.